# Folignano (Ponte dell'Olio)
Folignano (Fignàn in dialetto piacentino) è una frazione del comune italiano di Ponte dell'Olio, in provincia di Piacenza.
La frazione, collegata al capoluogo senza soluzione di continuità, è situata nelle vicinanze della zona artigianale del capoluogo comunale.

## Geografia fisica
Folignano è situato sulla sponda destra del torrente Nure, nella zona in cui la pianura lascia spazio alle prime colline della valle, a circa 2 km di distanza dal centro di Ponte dell'Olio.

## Origini del nome
Non sono state condotte molte ricerche su questo nome. Storicamente è attestata la grafia Fulignano, con cui viene, talvolta, ancora indicato il castello.

## Storia
La zona di Folignano è abitata sin dall'epoca romana: nella tabula alimentaria traianea la località è citata con il nome di Polinanus, insieme ad altre località limitrofe.
In epoca medievale il paese, con il locale castello, citato per la prima volta in un documento risalente al 1319 nel quale venne venduta dalla famiglia Copallati, all'epoca proprietaria, ai figli di Riccardo Anguissola, e insieme ai vicini castelli di Bicchignano, Torrano, Riva e Montesanto, svolge un ruolo di controllo del corso del torrente Nure lungo le rotte commerciali che mettono in comunicazione la pianura Padana con la Liguria.
Nel 1335, nell'ambito delle lotte combattute tra le forze fedeli al papa e il duca di Milano Galeazzo II Visconti, il paese e, in particolare, il castello danno rifugio a truppe fedeli ai Visconti. Nel 1376 la proprietà del castello passa al ramo di Vigolzone della famiglia Anguissola, che negli anni successivi vede il proprio diritto confermato molteplici volte sia dai Visconti che dagli Sforza.
Nel 1414 Antonio, Pietro e Riccardo Anguissola ottengono da parte dell'imperatore Sigismondo l'investitura sul possesso del castello di Folignano, insieme ai castelli di Vigolzone, Riva e Montesanto e della villa di Albarola.
Nel 1482 il conte Giovanni Carlo Anguissola, dopo aver servito come capitano nell'esercito di Francesco Sforza, riceve un'ulteriore conferma dei privilegi su Folignanoda parte di Gian Galeazzo Sforza. All'inizio del 1504 il re di Francia Luigi XII concede al conte Pier Bernardino Anguissola i feudi di Folignano e San Polo.
La famiglia Anguissola mantiene il proprio potere su Folignano fino al XIX secolo.
Nella seconda metà dell'Ottocento viene costruito, lungo le sponde del torrente Nure, un muraglione di sasso con lo scopo di rinforzarne le sponde, che in quel punto sono costituita da un terreno molto friabile. Il muraglione, ancora presente e in ottime condizioni di conservazione, continua ad essere utilizzato per gli scopi originari.

## Monumenti e luoghi d'interesse
Chiesa di San Pietro in VincoliRicavata a partire dalla cappella privata al servizio del castello, la chiesa, consacrata nel 1903, è caratterizzata da un ampio sagrato e dalla mancanza della facciata. L'interno, al quale si accede tramite un singolo portale rettangolare posto sul fronte settentrionale dell'edificio, presenta una pianta a navata unica con tre campate voltate a botte. Sul lato sud si trovano tre cappelle, dedicate, rispettivamente, al battistero, alla Madonna del Rosario e al Sacro Cuore.
Castello di FolignanoDi questo maniero non si hanno notizie anteriori al XIV secolo. Nel 1319 la famiglia Copallati lo vendette ai figli di Riccardo Anguissola, fratello di Bernardo Anguissola, che è stato proprietario anche del castello di Riva. Nel 1504 il re di Francia infeudò il conte Pier Bernardino Anguissola dei feudi di Folignano e San Polo. Il castello rimase degli Anguissola fino alla fine dell'Ottocento. La sua pianta è quadrangolare e ad ogni vertice si erge una bassa torre di forma circolare. Le mura perimetrali erano in origine circondate da un ampio fossato, successivamente interrato e rimpiazzato da un bocciodromo. Il castello, in buone condizioni di conservazione, è stato trasformato in azienda agricola ed ospita il museo della pigiatura.